# Marina (Californie)
Pour les articles homonymes, voir Marina.
Marina est une ville du comté de Monterey en Californie, aux États-Unis.

## Démographie
| 1960  | 1970  | 1980   | 1990   | 2000   | 2010   |
| ----- | ----- | ------ | ------ | ------ | ------ |
| 3 310 | 8 343 | 20 647 | 26 436 | 25 101 | 19 718 |